# Morts a l'institut
Morts a l'institut (originalment en anglès, #SquadGoals) és una pel·lícula estatunidenca del 2018, dirigida per Danny J. Boyle i escrita per Caron Tschampion. És una cinta de thriller i drama criminal que parteix de dues morts en un centre d'educació secundària i la posterior investigació que emprenen dos alumnes. Entre els intèrprets, compta amb Corey Fogelmanis, Pedro Correa, Kennedy Lea Slocum, Alexa Mansour i Alissa Latow. El 29 de maig de 2021 va estrenar-se el doblatge en català a TV3.

## Sinopsi
La Samantha, que fa de reportera per al blog del seu institut, comença a fer de detectiu quan un company seu mor en un assaig de teatre. Sembla que la causa de la mort és un xoc al·lèrgic, i la directora de l'institut no accepta que es posi en dubte aquesta versió. Però, quan una altra estudiant cau d'una finestra durant una festa, la Samantha té clar que les dues morts no són accidentals. Investigant amb el seu amic Nate, s'adona que aquestes morts van reduint la llista de candidats per aconseguir una beca universitària. I el pitjor és que ella també està en perill, perquè forma part d'aquesta llista.

## Repartiment
- Corey Fogelmanis
- Pedro Correa
- Kennedy Lea Slocum
- Alexa Mansour
- Alissa Latow